# Ambition Musik
Ambition Musik（韩语：앰비션뮤직）是由饶舌歌手Dok2和The Quiett于2016年9月29日创立的韩国嘻哈厂牌。原属Illionaire Records子厂牌，后在2020年Illionaire Records解散后独立。在2019年11月，Dok2宣布同時辭任Illionaire Records及Ambition Musik CEO職位，現時公司代表為The Quiett。

## 历史
该厂牌于2016年9月29日创立于Illionaire Records 旗下。初创成员为艺人金孝恩、Changmo和Hash Swan。
The Quiett在访谈中透露，在Show Me The Money 5中，金孝恩被淘汰时，因为不想浪费人才而萌生与其签约的念头。但由于Illionaire Records以三人阵容活动的形象已经深入民心，在其中加入新人或会为令其倍感负担，因此决定创立子厂牌Ambition Musik与新艺人签约 。在籌備階段時加入了與兩位創辦人相熟的饒舌歌手Changmo，而Hash Swan則在金孝恩及Changmo的推薦下加入。
在宣布成立Ambition Musik的演出上，三名藝人分別獲贈一隻勞力士腕錶。
2018年11月21日，宣布曾出演高等Rapper 2的Ash Island加入成为新艺人。
2019年6月11日，曾与Sik-K、Punchnello、Simon Dominic等多位艺人合作的制作人Way Ched以新成员的身份加入，并宣布其首张正规专辑《COMFY》将于6月14日发行。
2019年6月18日，艺人Leellamarz加入Ambition Musik，并宣布将于6月21日发行正规专辑《MARZ 2 AMBITION》。
2019年7月18日，该厂牌宣布YTC4LYF Crew成员Zene The Zilla加入成为新艺人。
在2019年，Ambition Musik获选为2020年度韩国嘻哈奖“年度厂牌”。 
在Beenzino离开后，Ambition Musik的母公司Illionaire Records于2020年7月6日宣布解散。而Ambition Musik则宣布将作为独立厂牌继续运营。 
2020年11月25日，The Quiett与说唱歌手Yumdda共同创立了Daytona Entertainment并且成为该公司旗下艺人。虽然The Quiett并非Ambition Musik旗下艺人，但仍会继续担任Ambition Musik的CEO。 
2021年10月13日，宣布Don Malik加入成为新艺人。
2022年3月22日，宣布Paul Blanco加入成为新艺人。
2024年7月7日，宣布旗下藝人Ash Island合約到期，將不再續約，Ash Island創立個人經紀公司MIDNIGHT RECORDS。
2025年4月7日，宣布旗下藝人Changmo合約到期，將不再續約，Changmo創立個人經紀公司MORIENT。
2025年5月16日，宣布曾參與饒舌競賽節目RAP:PUBLIC的Nosun加入成为新艺人。

## 艺人
- 金孝恩
- Hash Swan
- Way Ched
- Leellamarz
- Zene The Zilla
- Don Malik
- Paul Blanco
- Nosun

### 過往藝人
- Ash Island
- Changmo